# Maršálka
Maršálka je přírodní rezervace poblíž obce Libice nad Doubravou v okrese Havlíčkův Brod v nadmořské výšce 600–615 metrů. Oblast spravuje Krajský úřad Kraje Vysočina. Důvodem ochrany jsou dobře zachovalé vlhké rašelinné louky s výskytem vzácných a zvláště chráněných druhů rostlin a živočichů.

## Galerie

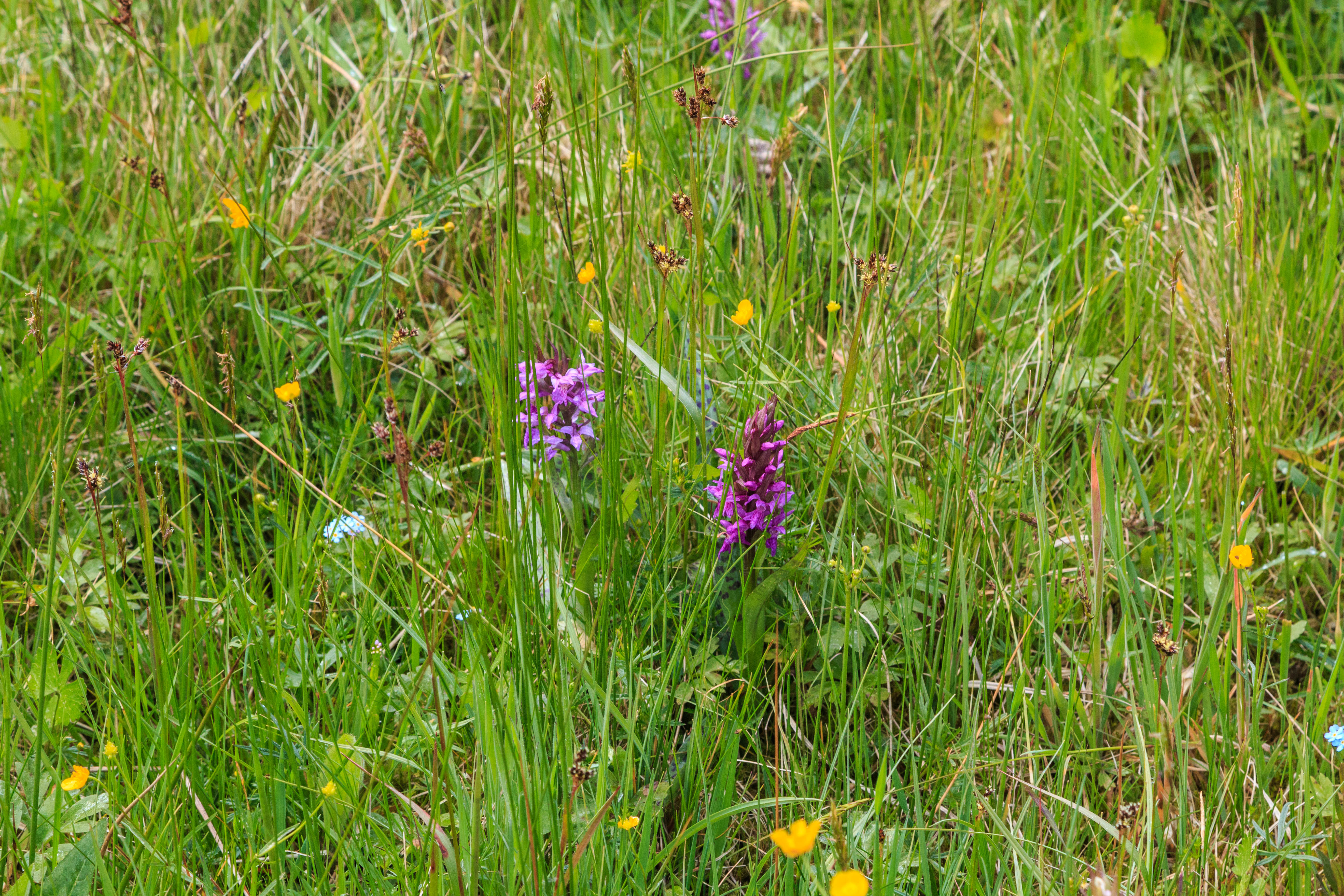
Kvetoucí prstnatce májové
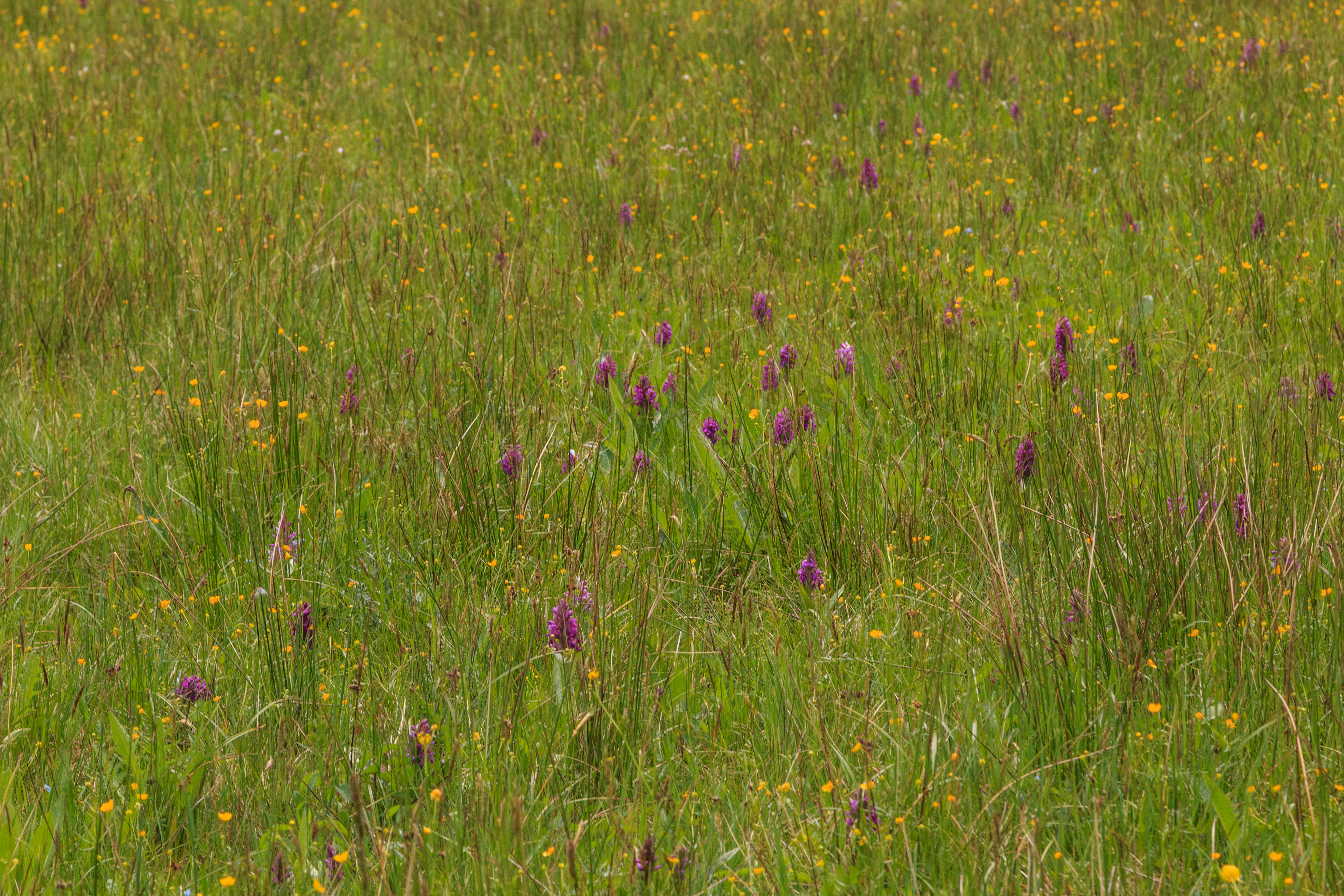
Kvetoucí prstnatce májové
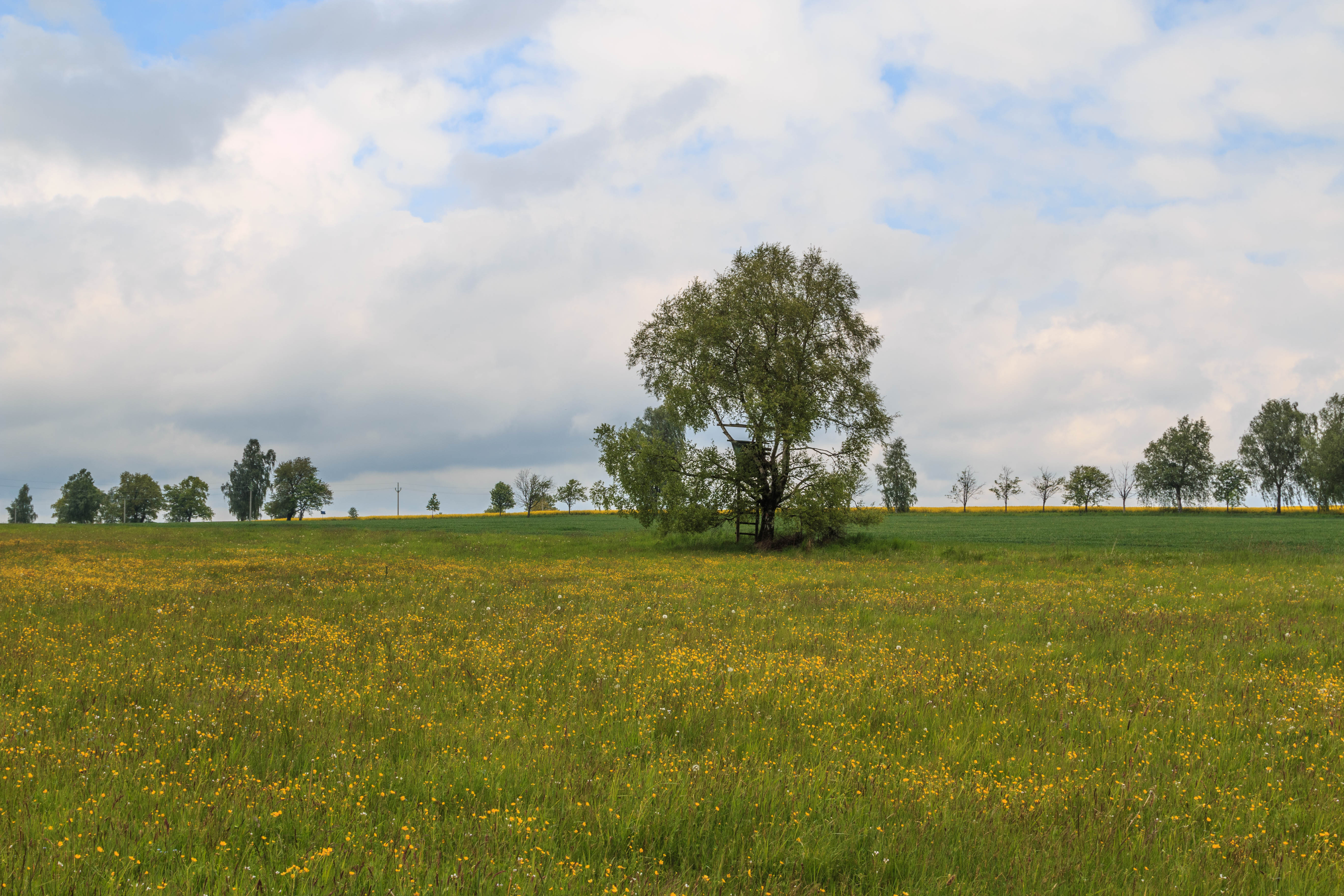
Maršálka
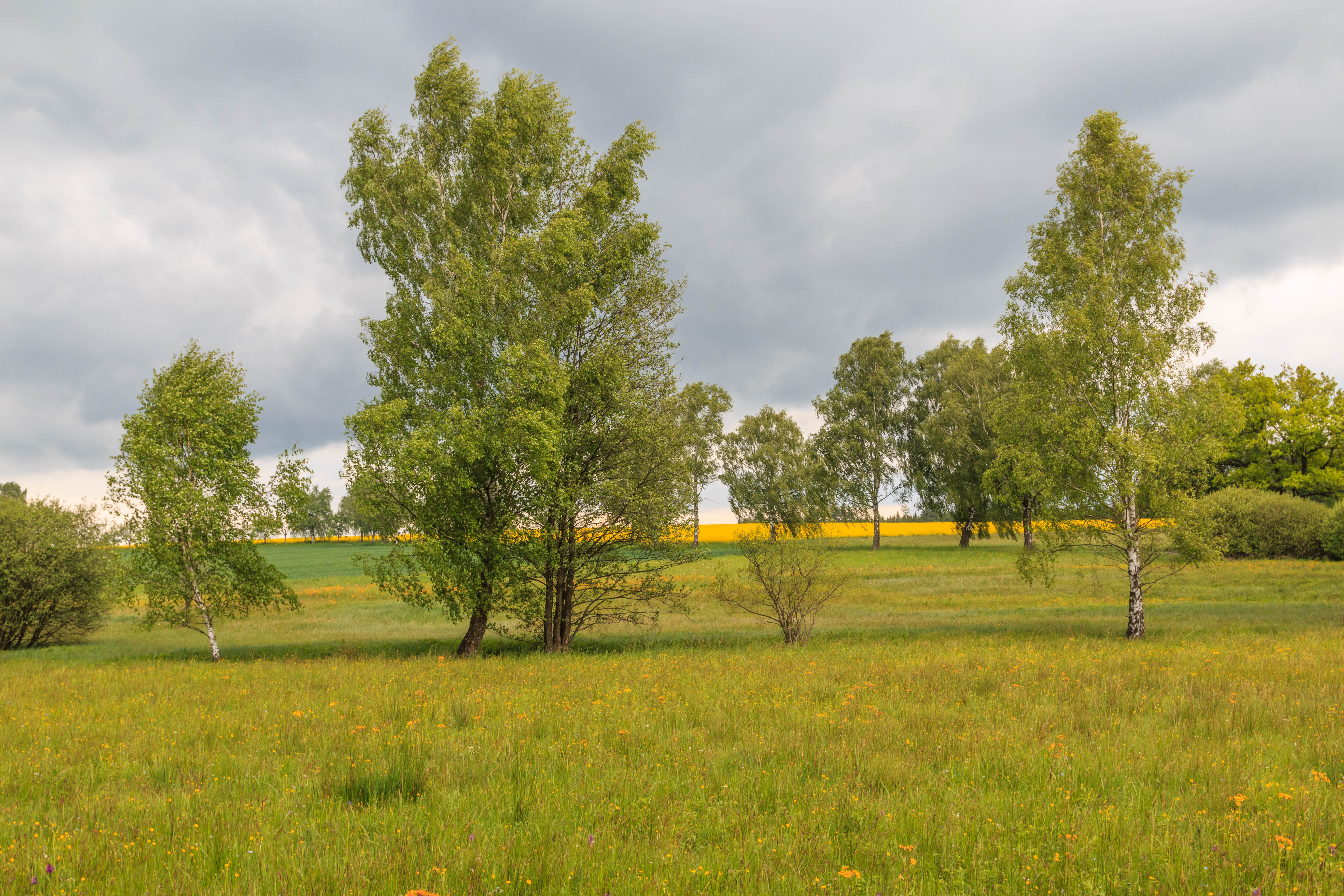
Maršálka